# BCore Disc
BCore Disc és un segell discogràfic català independent enfocat a la música hardcore punk i a la cultura DIY. Ha estat actiu d'ençà l'any 1990 i ha publicat molts dels grups hardcore dels inicis de l'escena barcelonina, car Jordi Llansamà, fundador i màxim responsable del segell, havia estat membre de 24 Ideas. Tanmateix, amb els anys ha ampliat la seva gamma d'estils a tot l'indie rock, des de la música pop a l'electrònica, passant pel garage punk i el post-rock.
L'any 2020, amb motiu del seu 30è aniversari, BCore Disc havia superat en el seu catàleg les 350 referències, a un ritme editorial que s'havia doblat en els darrers 15 anys, sovint amb tiratges de 250 o 300 còpies coeditades de manera conjunta amb petits segells. A pesar de la crisi del sector discogràfic, BCore ja només publica en vinil i en format digital.

## Història
BCore Disc va néixer a Barcelona l'any 1990 amb l'edició del primer treball del grup barceloní Corn Flakes titulat No problem. D'aquest disc se'n feren 1.000 còpies en vinil que es distribuïren en botigues alternatives i es vengueren en concerts i per correu. La inversió inicial, un cop recuperada, va servir per a finançar els projectes posteriors. Les vies de comunicació habitual eren el programa Atac de Core de Ràdio Pica i el fanzín Reptil zine. D'aquesta manera, BCore Disc es convertir en un segell discogràfic independent amb una estil específic i amb una base de seguidors consolidada.
Amb tot, BCore Disc va esdevenir un segell discogràfic especialitzat en la promoció de concerts, l'edició musical i la distribució de material propi, mantenint el control sobre tot el procés creatiu d'elaboració del disc, inspirant-se en la manera de fer d'altres segells com l'estatunidenc Dischord Records. La discogràfica ha crescut essent coneguda a Europa, EUA, el Japó i Austràlia. A més, BCore Disc fou el primer segell català en tenir tot el catàleg disponible a les plataformes musicals de venda per internet.
El segell també s'ha especialitzat en la reedició dels treballs discogràfics de grups mítics de l'escena punk hardcore com Subterranean Kids, L'Odi Social o Eskorbuto.

## Grups actuals
- Anímic
- Brighton 64
- CRIM
- Joan Colomo
- Nueva Vulcano
- Serpent
- The New Raemon
- The Unfinished Sympathy
- Tokyo Sex Destruction

## Grups clàssics
- Aina
- All Ill
- Anchord
- Anti/Dogmatikss
- Código Neurótico
- Col·lapse
- Cold World
- Delorean
- Dr. Calypso
- E-150
- Eskorbuto
- Fireside
- G.A.S. Drummers
- GRB
- Happy Meals
- HHH
- Hopeful
- L'Odi Social
- Like Peter At Home
- Los Tiki Phantoms
- Maria Rodés
- Moksha
- No More Lies
- Schedule
- Shorebreak
- Skatalà
- Standstill
- Subterranean Kids
- Virtual Noise
- Xmilk
- Zeidun

## Obra publicada
- Llansamà, Jordi. Harto de Todo. Historia Oral del Punk en la Ciudad de Barcelona 1979-1987, 2011.[9]
- Llansamà, Jordi. Cutter, cola y fotocopias. Memoria gráfica de BCore 1989-2007, 2024.[10]